# سان ماتيو (فرنسا)
سان ماتيو (بالفرنسية: Saint-Mathieu, Haute-Vienne)‏ هي بلدية في مقاطعة فيين العليا في منطقة أقطانية الجديدة في غرب وسط فرنسا.